# بيكزادة (مقاطعة إسلام آباد غرب)
بيكزادة (بالفارسية: بیک‌زاده) هي قرية تقع في قسم حومة الجنوبي الريفي (مقاطعة إسلام آباد غرب) في إيران. يقدر عدد سكانها بـ 203 نسمة بحسب إحصاء 2016.